# Micaela Díaz
Micaela Díaz Giraud (Buenos Aires, 15 de diciembre de 1994), conocida artísticamente como Mica Díaz o Mica de fuego, es una actriz, bailarina, cantante e influencer argentina. Es conocida por interpretar al personaje de Daisy Durant en la telenovela original de Disney Channel Latinoamérica, Bia.

## Biografía
Nació y creció en Buenos Aires. Allí se formó en comedia musical en la Fundación Julio Bocca, y con el coreógrafo y director Ricky Pashkus. Además, se entrenó en distintas técnicas de canto, al tiempo que estudió danza contemporánea, jazz, tap y hip hop.
Dio sus primeros pasos profesionales en teatro, con participaciones como bailarina, cantante y actriz en obras como Fotogramas, Pueblo chico, La corbata de Alfredo y El club del hit.
Tiempo después, se mudó a México. Allí formó parte de varios musicales titulados La banda de Alex, La Rocky Horror Show y Billy Elliot.
En el año 2019, fue confirmada como parte del elenco de la serie original de Disney Channel Latinoamérica, Bia, donde interpreta al personaje de Daisy Durant. Repitió su papel en el especial Bia: Un mundo al revés, lanzado en el 2021.
En el 2021 se confirmó su presencia en la serie brasileña O coro: Sucesso, aqui vou eu de Miguel Falabella para Disney+, donde interpretará a Alicia.

## Filmografía

### Televisión
| Año       | Título                       | Rol          | Notas                  |
| --------- | ---------------------------- | ------------ | ---------------------- |
| 2012      | Violetta                     | Bailarina    | Participación especial |
| 2019-2020 | Bia                          | Daisy Durant | Elenco principal       |
| 2021      | Bia: un mundo al revés       | Daisy Durant | Especial web           |
| 2022      | O coro: Sucesso, aqui vou eu | Alicia       | Elenco principal       |
| 2023      | Use sua voz                  | Yasmín       | Elenco principal       |

### Teatro
| Año  | Título                |
| ---- | --------------------- |
| 2008 | Fotogramas            |
| 2008 | Pueblo chico          |
| 2010 | La corbata de Alfredo |
| 2011 | El club del hit       |
| 2014 | La banda de Alex      |
| 2015 | La Rocky Horror Show  |
| 2016 | Billy Elliot          |

## Discografía
Bandas sonoras
- 2019: Así yo soy[8]
- 2019: Si vuelvo a nacer[9]
- 2020: Grita[10]
- 2021: Bia: un mundo al revés[11]

## Premios y nominaciones
| Año  | Premiación         | Categoría            | Trabajo | Resultado | Ref    |
| ---- | ------------------ | -------------------- | ------- | --------- | ------ |
| 2021 | Premios Latin Plug | Mejor actriz del año | Bia     | Nominada  | [ 12 ] |